# La Pagua, San Luis Potosí
La Pagua är en ort i Mexiko.   Den ligger i kommunen Xilitla och delstaten San Luis Potosí, i den centrala delen av landet, 220 km norr om huvudstaden Mexico City. La Pagua ligger 666 meter över havet och antalet invånare är 367.
Terrängen runt La Pagua är bergig västerut, men österut är den kuperad. Terrängen runt La Pagua sluttar österut. Runt La Pagua är det ganska tätbefolkat, med 90 invånare per kvadratkilometer. Närmaste större samhälle är Xilitla, 0,76 km nordväst om La Pagua. I omgivningarna runt La Pagua växer i huvudsak städsegrön lövskog.